# Andreas Kaufmann (Politiker)
Andreas Kaufmann (* 22. Januar 1981 in Füssen) ist ein deutscher Politiker (CSU) und seit 2023 Abgeordneter des Bayerischen Landtags.

## Ausbildung und Beruf
Kaufmann absolvierte eine Ausbildung als Metzgermeister und Betriebswirt. Ab 2005 war er im elterlichen Metzgereibetrieb in Roßhaupten tätig, den er 2019 übernahm.

## Politik
Kaufmann trat 2007 in die CSU ein und wurde 2011 Vorstandsmitglied der CSU Ostallgäu. Bei den Kommunalwahlen 2014 und 2020 wurde er für die CSU in den Kreistag Ostallgäu gewählt und 2020 für die Freie Wählergemeinschaft Roßhaupten in den Gemeinderat von Roßhaupten. Bei der Landtagswahl 2023 wurde er als Direktkandidat der CSU im Stimmkreis Marktoberdorf mit 39,9 Prozent der Erststimmen in den Bayerischen Landtag gewählt.

## Sonstige Ämter
Kaufmann ist seit 2009 Mitglied des Meisterprüfungsausschusses Schwaben.